# Bảo Thuận (xã)
Bảo Thuận là một xã thuộc tỉnh Lâm Đồng, Việt Nam.

## Địa lý
Xã Bảo Thuận có vị trí địa lý:
- Phía Bắc giáp xã Tân Hà Lâm Hà
- Phía Nam giáp các xã Phan Sơn và Sông Lũy
- Phía Đông giáp xã Gia Hiệp
- Phía Tây giáp các xã Di Linh và Sơn Điền

Xã có diện tích 300,30 km², dân số năm 2025 là 29.557 người, mật độ dân số đạt 98 người/km².

## Lịch sử
Ngày 19 tháng 9 năm 1981, Hội đồng Bộ trưởng ban hành Quyết định 77-HĐBT về việc thành lập xã Bảo Thuận.
Ngày 21 tháng 1 năm 2020, HĐND tỉnh Lâm Đồng ban hành Nghị quyết số 166/NQ-HĐND về việc thành lập thôn Kala Krọt trên cơ sở thôn Krọt Sớk và thôn Kala Tơnggu.
Ngày 16 tháng 6 năm 2025, Ủy ban Thường vụ Quốc hội ban hành Nghị quyết số 1671/NQ-UBTVQH15 về việc sắp xếp các đơn vị hành chính cấp xã của tỉnh Lâm Đồng năm 2025 (có hiệu lực từ ngày 1 tháng 7 năm 2025). Trong đó, hợp nhất các xã Đinh Lạc và Tân Nghĩa vào xã Bảo Thuận.